# Pesas (Ciales)
Pesas es un barrio ubicado en el municipio de Ciales en el Estado Libre Asociado de Puerto Rico. En el Censo de 2010 tenía una población de 2361 habitantes y una densidad poblacional de 200,53 personas por km².

## Geografía
Pesas se encuentra ubicado en las coordenadas 18°18′8″N 66°29′31″O / 18.30222, -66.49194. Según la Oficina del Censo de los Estados Unidos, Pesas tiene una superficie total de 11.77 km², de la cual 11.77 km² corresponden a tierra firme y (0.02%) 0 km² es agua.

## Demografía
Según el censo de 2010, había 2361 personas residiendo en Pesas. La densidad de población era de 200,53 hab./km². De los 2361 habitantes, Pesas estaba compuesto por el 89.88% blancos, el 3.64% eran afroamericanos, el 0.17% eran amerindios, el 2.96% eran de otras razas y el 3.35% pertenecían a dos o más razas. Del total de la población el 99.87% eran hispanos o latinos de cualquier raza.